# بوم‌شناسی انفرادی
بوم‌شناسی انفرادی یا اکولوژی انفرادی (به انگلیسی: Autoecology) به مطالعه روابط یک گونه مشخص با محیط گفته می‌شود. در این حوزه عمدتاً حد بردباری موجود زنده در برابر عوامل اکولوژیکی و تمایل گونه‌ها نسبت به عوامل مختلف محیط زیست و تأثیر محیط بر شکل ظاهری و خصوصیات فیزیولوژیکی و رفتار گونه‌ها مورد بررسی قرار می‌گیرد. بوم‌شناسی انفرادی در مقابل بوم‌شناسی جمعی قرار می‌گیرد.